# Celestino Piatti
Celestino Piatti (Wangen, 5 gennaio 1922 – Duggingen, 17 dicembre 2007) è stato un illustratore, pittore e designer svizzero.
È noto per le sue illustrazioni di libri per l'infanzia, inoltre ha ottenuto successo internazionale per Deutscher Taschenbuch Verlag (DTV), i cui libri, dal 1961 fino alla metà degli anni novanta, furono progettati quasi esclusivamente da Piatti, per un totale di circa 6300 titoli. Oltre al design delle copertine, fu responsabile per tipografia, simboli, capitali, pubblicità e manifesti, costruendo così una identità visiva uniforme per il catalogo della DTV.

## Biografia
Piatti nacque a Wangen figlio di un tagliapietre del Canton Ticino e della figlia di un fattore di Zurigo. Crebbe a Dietlikon, compì gli studi alla Kunstgewerbeschule di Zurigo (oggi Zürcher Hochschule der Künste) dal 1937 e si abilitò come insegnante di grafica. Dopo il 1948 lavorò in qualità di graphic designer freelance, eleggendo residenza dal 1966 fino alla sua morte a Duggingen presso Basilea.
Piatti creò copertine, immagini e illustrazioni per libri, esprimendosi con una bilanciata sovrapposizione di Stile tipografico internazionale  e del suo personalissimo stile illustrativo. Il numero totale delle copie vendute per cui ha prodotto il progetto, ammonta ad oltre 200 milioni. 
Oltre a poster e libri, il suo lavoro comprende anche stampe (litografie ed incisioni su legno e linoleum), francobolli (il più conosciuto è quello per "100 anni di Gotthardbahn"), dipinti su vetro, murales, dipinti e ceramiche e sculture. 
Un motivo ricorrente in tutto il suo lavoro è quello del gufo, quale messaggero di buona e cattiva sorte, o come simbolo di saggezza. 
Nel 1992 Piatti affermò in una intervista: "Puoi disegnare migliaia di volte un gufo, ma non carpirne mai il segreto".
Nel 1987, la DTV produsse un libro retrospettivo su Piatti, Celestino Piatti, Meister des graphischen Sinnbilds'.

## Opere

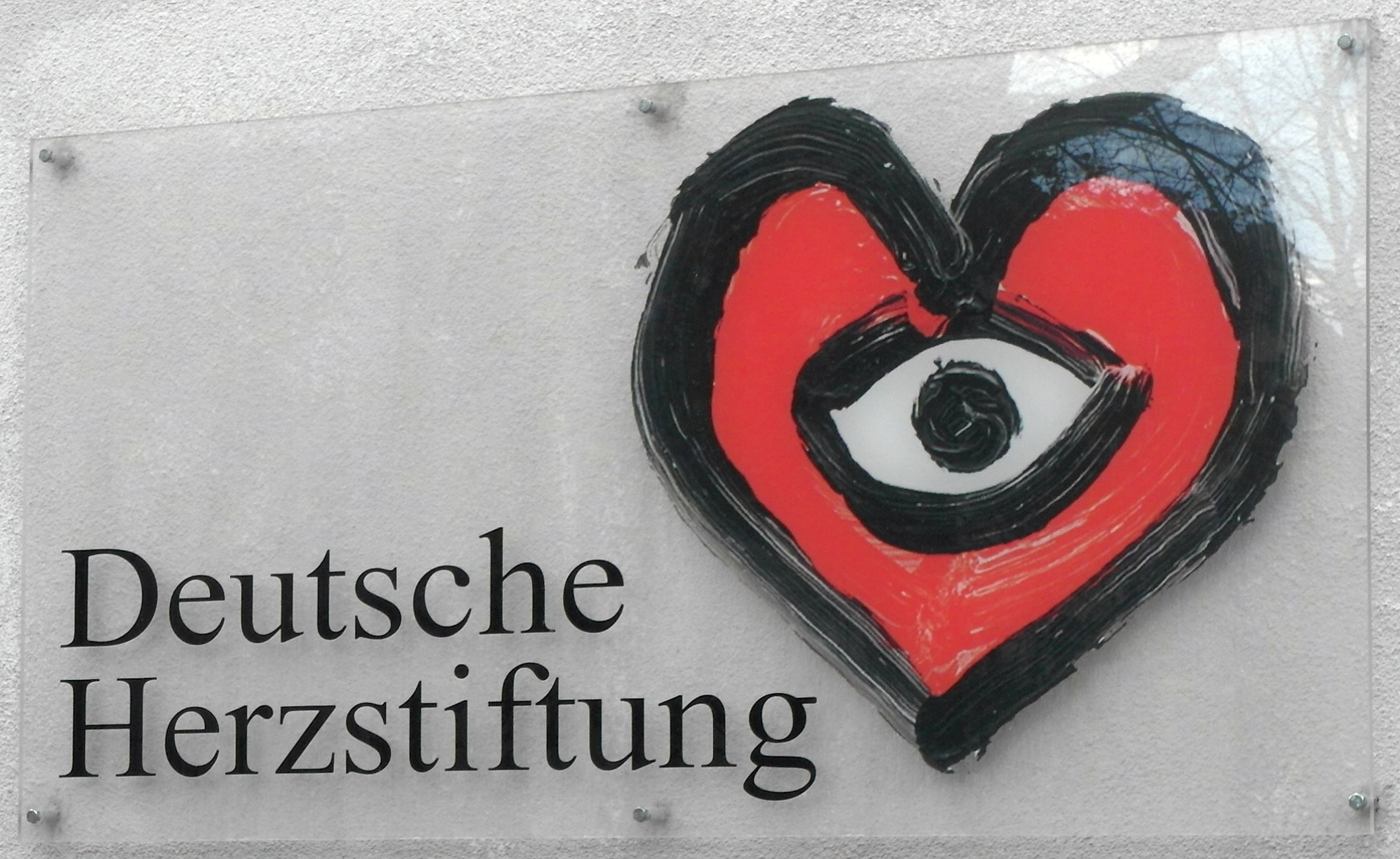
Logo cuore, disegnato da Piatti per la Fondazione tedesca Cuore

### Libri
- I gufi felici (1963)
- Gli animali di Celestino Piatti (1966)
- L'ABC degli animali (1966)

### Poster
30 dei 500 poster di Piatti hanno ricevuto il premio "Miglior Poster Svizzero dell'Anno".
Nel 1971 Piatti ricevette la commessa, dall'American Congress of Racial Equality (CORE),  per il progetto di un poster promozionale dell'esposizione presso lo State Armoury di Harlem celebrante il combattimento dell'8 marzo di Muhammad Ali vs. Joe Frazier al Madison Square Garden. Nel poster, Platti, rappresentò la faccia  di Ali come un guanto da boxe con gli occhi al centro e un globo come bocca.